# Узянська сільська рада
Узя́нська сільська рада (рос. Узянский сельский совет) — муніципальне утворення у складі Бєлорєцького району Башкортостану, Росія. Адміністративний центр — село Узян.

## Населення
Населення — 1343 особи (2019, 1613 в 2010, 2057 в 2002).

## Склад
До складу поселення входять такі населені пункти:
| Населений пункт       | Населення, осіб (2002) | Населення, осіб (2010) |
| --------------------- | ---------------------- | ---------------------- |
| Кагарманово, присілок | 548                    | 432                    |
| Катариш, присілок     | 29                     | 14                     |
| Роща, присілок        | 39                     | 27                     |
| Узян, село            | 1441                   | 1140                   |